# (22825) 1999 RO39
1999 أر أو 39 (ويعرف أيضًا باسم (22825) 1999 أر أو 39 وفق تسمية الكوكب الصغير) (بالإنجليزية: 1999 RO39)‏ هو كويكب ضمن حزام الكويكبات؛ وترتيبه 22825 من حيث الاكتشاف.
اكتُشف هذا الجُرم الفلكي بواسطة توم ستافورد في 13 سبتمبر 1999.

## وصلات خارجية
- (22825) 1999 RO39 في قاعدة بيانات مختبر الدفع النفاث لأجرام النظام الشمسي الصغيرة

- الاكتشاف · مخطط المدار ·  العناصر المدارية · المعلمات المادية

- (22825) 1999 RO39 على موقع ويكي سكاي: DSS2, SDSS, GALEX, IRAS, Hydrogen α, X-Ray, Astrophoto, Sky Map, Articles and images